# Godlewo-Gorzejewo
Godlewo-Gorzejewo – wieś sołecka w Polsce położona w województwie mazowieckim, w powiecie ostrowskim, w gminie Andrzejewo.
W latach 1954–1959 wieś należała i była siedzibą władz gromady Godlewo-Gorzejewo, po jej zniesieniu w gromadzie Szulborze Wielkie. W latach 1975–1998 miejscowość administracyjnie należała do województwa łomżyńskiego.
Wierni Kościoła rzymskokatolickiego należą do parafii Wniebowzięcia Najświętszej Maryi Panny w Andrzejewie.